# Despesa
Despesa, para a Contabilidade, é o gasto necessário para a obtenção de receita. As Despesas são gastos que não se identificam com o processo de transformação ou produção dos bens e produtos.
As despesas estão relacionadas aos valores gastos com a estrutura administrativa e comercial da empresa. Ex: aluguel, salários e encargos, pró-labore, telefone, propaganda, impostos, comissões de vendedores etc. Elas ainda são classificadas em fixas e variáveis, sendo as fixas aquelas cujo valor a ser pago não depende do volume, ou do valor das vendas, enquanto que as variáveis são aquelas cujo valor a ser pago está diretamente relacionado ao valor vendido.
No Brasil, as despesas de entidades privadas e com fins lucrativos são demonstradas na Demonstração do Resultado do Exercício (DRE), conforme as Normas Brasileiras de Contabilidade, logo abaixo do Lucro Líquido Operacional, as empresas sem fins lucrativos, demonstram as despesas na Demonstração do Déficit/Superávit do Exercício, as quais constituem os grupos de Despesas com Vendas, Administrativas e Financeiras, e também no grupo Despesas Não-Operacionais, daquela demonstração.
É importante frisar que, contabilmente, despesa não é sinônimo de custo, uma vez que este último é relacionado com o processo produtivo de bens ou serviços, enquanto que despesa diz respeito (de uma forma genérica) aos gastos com a manutenção das atividades da entidade.
A despesa pode ser classificada como:
Despesa operacional são operacionais as despesas não computadas nos custos, necessárias à atividade da empresa e à manutenção da respectiva fonte produtora.
Despesas não operacionais são aquelas decorrentes de transações não incluídas nas atividades principais ou acessórias que constituam objeto da empresa.